# Yangon Airways
Yangon Airways (бірм. ရန်ကုန် လေကြောင်းလိုင်းရန်ကုန် လေကြောင်းလိုင်း), — авіакомпанія М'янми зі штаб-квартирою в Янгоні, що працює у сфері регулярних пасажирських перевезень на внутрішніх маршрутах. Портом приписки авіакомпанії і її головним транзитним вузлом (хабом) є міжнародний аеропорт Янгон.
З 2008 року Yangon Airways внесена в «чорний список» Управління з контролю за іноземними активами казначейства Міністерства фінансів США, у зв'язку з тим, що компанія була помічена в перевезенні наркотиків в інтересах так званої Об'єднаної армії держави Ва. Згідно з положеннями федерального закону США американським компаніям заборонено вести будь-який бізнес з фірмами та приватними особами, внесеними даний список.

## Історія
Yangon Airways була утворена в жовтні 1996 року як спільне підприємство національною авіакомпанією країни Myanma Airways і тайської фірмою «Krong-Sombat Company». У жовтні 1997 року приватна компанія «MHE-Mayflower Company» викупила тайську частку, а в 2005 році — і частку Myanma Airways, тим самим Yangon Airways стала першою авіакомпанією М'янми, що повністю перебуває у приватному володінні. Протягом наступних трьох років перевізник збільшував свою присутність на внутрішньому ринку, при цьому в 2007 році зростання пасажирського трафіку склав 37 відсотків, а в 2008 році — вже 41 відсоток.

## Маршрутна мережа

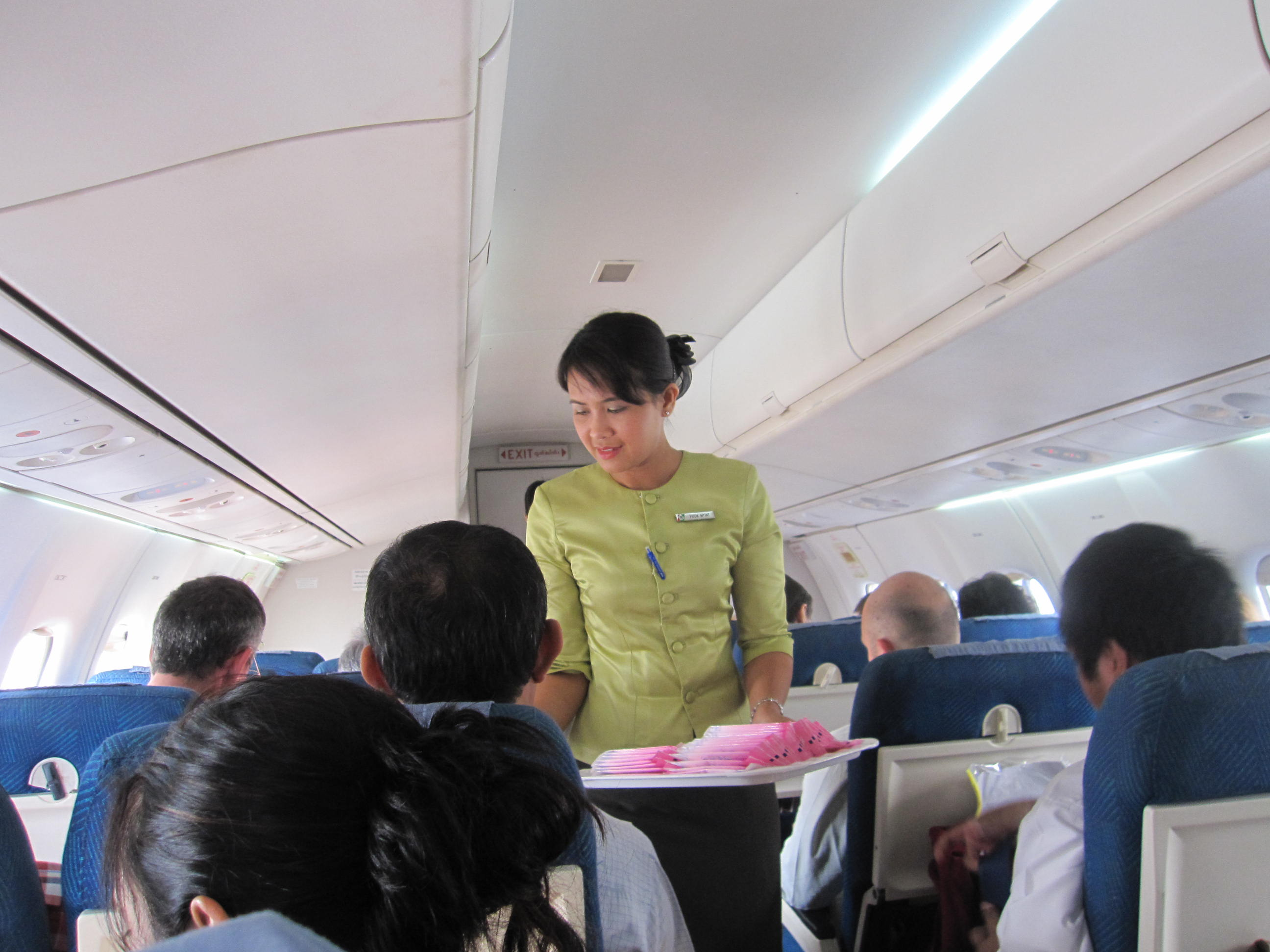
Обслуговування в польоті

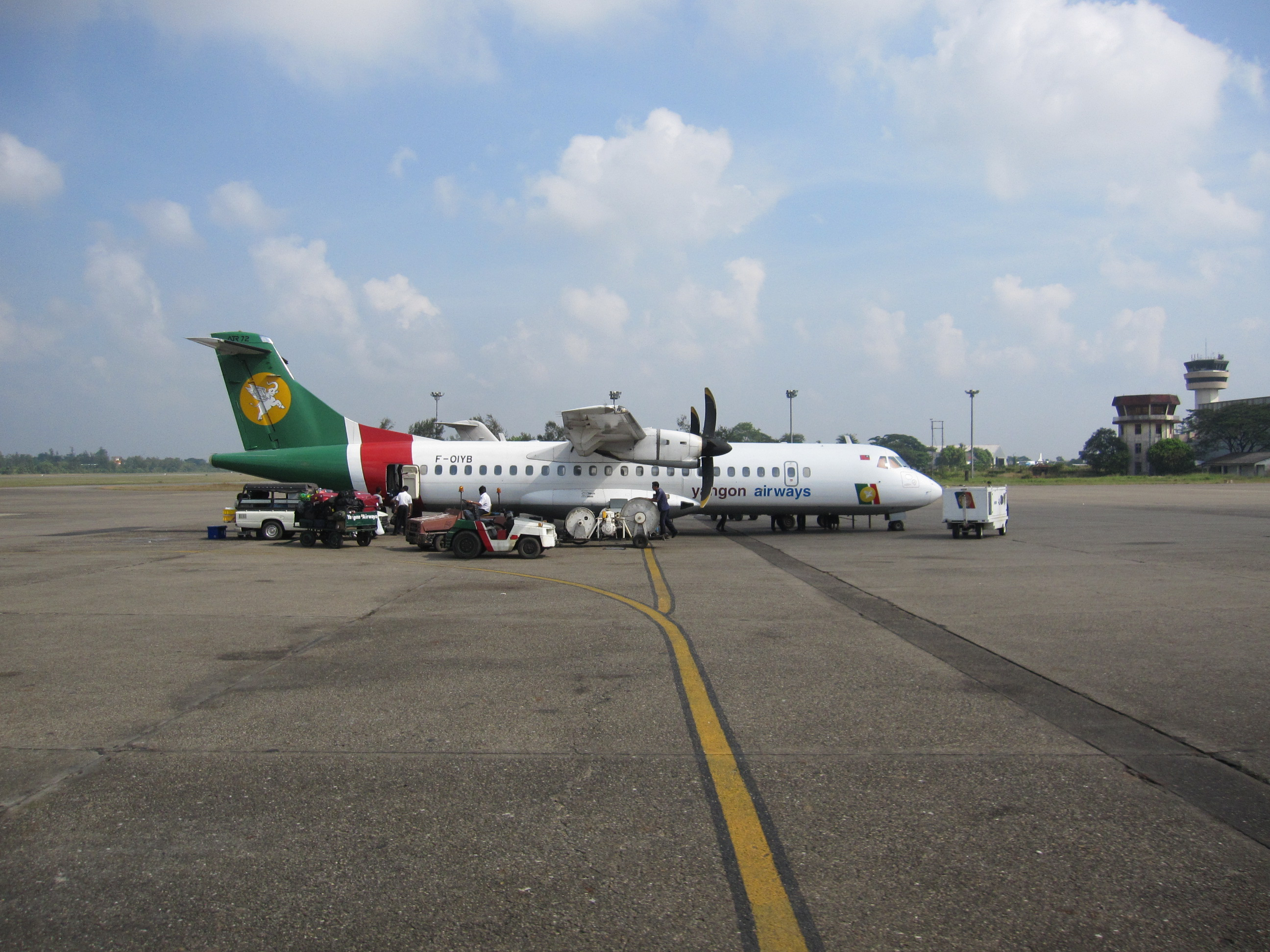
ATR 72 авіакомпанії Yangon Airways на стоянці в міжнародному аеропорту Янгон, 2009 рік

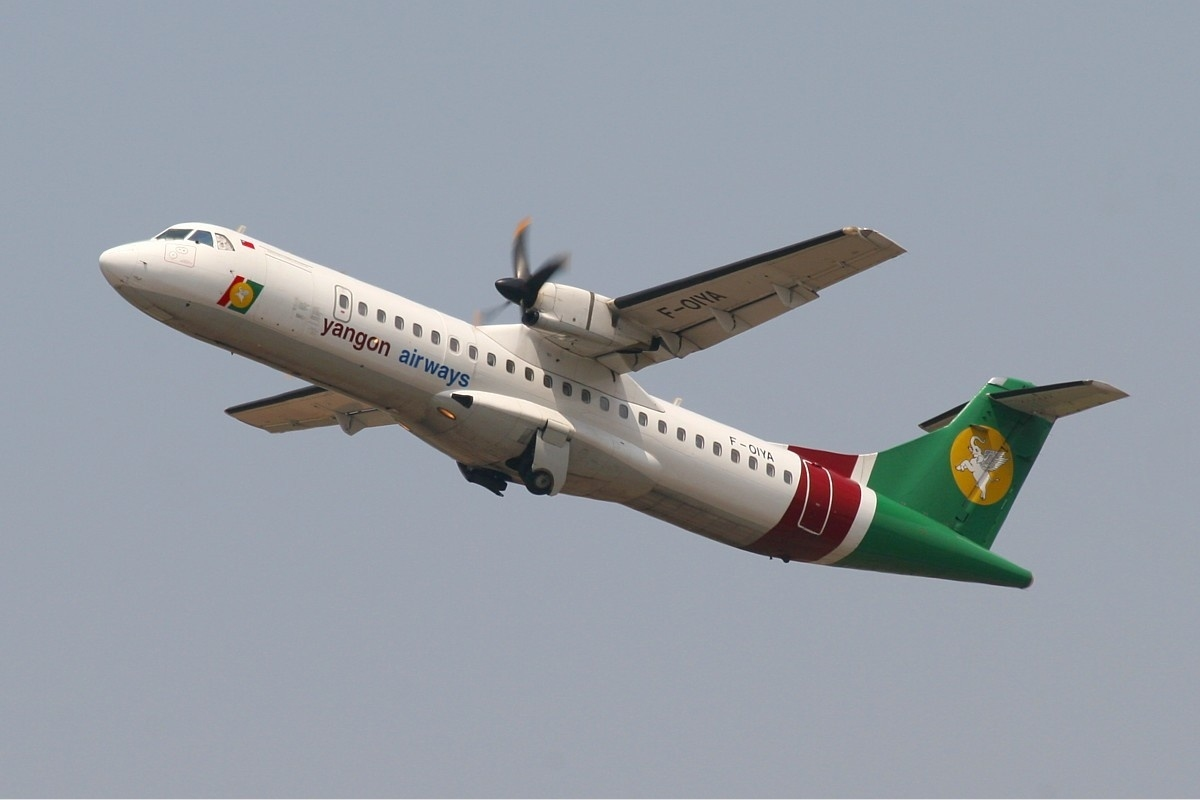
ATR 72 авіакомпанії Yangon Airways

У листопаді 2015 року маршрутна мережа регулярних перевезень авіакомпанії Yangon Airways охоплювала наступні пункти призначення всередині країни:
- Баган — аеропорт Ніяунг-У
- Тавой — аеропорт Тавой
- Хайхо — аеропорт Хайхо
- Кодаун — аеропорт Кодаун
- Ченгтун — аеропорт Ченгтун
- Мандалай — міжнародний аеропорт Мандалай
- М'єй — аеропорт М'єй
- Мейтхіла — аеропорт Мейтхіла
- Найп'їдо — міжнародний аеропорт Найп'їдо
- Тачхілуа — аеропорт Тачхілуа
- Янгон — міжнародний аеропорт Янгон — хаб
- Басейн — аеропорт Басейн
- Моламьяйн — аеропорт Моламьяйн
- Пегу — міжнародний аеропорт Пегу

## Флот
У 2014 році повітряний флот авіакомпанії Yangon Airways складали наступні літаки: